# La Caleta (Adeje)
La Caleta es una localidad costera del municipio de Adeje, al sur de la isla de Tenerife (Canarias, España), situado a unos cuatro kilómetros y medio del casco municipal. Es uno de los núcleos que forman Costa Adeje.
La Caleta tiene su origen en la actividad portuaria, pesquera y agrícola del municipio de Adeje, al disponer de una pequeña cala que posibilitó el que se convirtiese en el principal punto de embarque y desembarque del término municipal. Con el cese de la actividad portuaria las actividades de la localidad se reducen a la pesca y al turismo.

## Demografía
| 2000 | 2001 | 2002 | 2003 | 2004 | 2005 | 2006 | 2007 | 2008 | 2009 | 2012 |
| ---- | ---- | ---- | ---- | ---- | ---- | ---- | ---- | ---- | ---- | ---- |
| 152  | 216  | 221  | 244  | 263  | 290  | 315  | 417  | 445  | 465  | 520  |